# Missouri Botanical Garden
El Missouri Botanical Garden (en català, Jardí botànic de Missouri) és un jardí botànic situat a Saint Louis (Missouri), també conegut informalment amb el nom de Shaw's Garden ("Jardí de Shaw") pel nom del seu fundador, el botànic i filantrop Henry Shaw. El seu herbari, amb més de 6,6 milions d'espècimens, és el segon més gran d'Amèrica del Nord, darrere només del New York Botanical Garden.

## Història
Fundat el 1859, el Missouri Botanical Garden és una de les institucions botàniques més antigues dels Estats Units i un Monument Històric Nacional, i figura en el Registre Nacional de Llocs Històrics. El jardí és un centre d'investigació botànica i educació científica de la reputació internacional, així com un oasi a la ciutat de St. Louis, amb 32 ha d'exhibició hortícola. Inclou un jardí de passeig japonès de 5.7 ha anomenat Seiwa-en; el conservatori de la cúpula geodèsica Climatron; un jardí infantil, inclòs un poble pioner; un parc infantil; una zona de font i un sistema de tancament d'aigua, una mica similar al sistema de tancament del Canal de Panamà; un campament d'Osage; i la casa original de 1850 de Henry Shaw. Es troba al costat de la Tower Grove Park, un altre dels llegats de Shaw.
El 1983, el Jardí Botànic es va afegir com el quart subdistricte del Metropolitan Zoological Park and Museum District.
Durant part de 2006, el Missouri Botanical Garden va presentar "Glass in the Garden", amb escultures de vidre de Dale Chihuly ubicades a tot el jardí. Es van comprar quatre peces per a romandre en els jardins. El 2008, es van col·locar escultures de l'artista francès Niki de Saint Phalle en tot el jardí. El 2009, es va celebrar el 150 aniversari del Jardí, que va incloure una exhibició de rellotge floral.
Després de 40 anys de servei al Jardí, el Dr. Peter Raven es va retirar del seu càrrec presidencial l'1 de setembre de 2010. El Dr. Peter Wyse Jackson el va substituir com a President.

## Festivals culturals
El Jardí és un lloc per a molts festivals culturals anuals, inclòs el Festival Japonès i els Dies de la Cultura Xinesa pel Comitè de Dies de la Cultura Xinesa de St. Louis. Durant aquest temps, hi ha mostres de la botànica de la cultura, així com de les arts culturals, l'artesania, la música i el menjar. El Festival Japonès presenta lluita de sumo, tambors taiko, baldufes koma-mawashi i desfilades de quimono. El jardí és conegut pel seu cultiu de bonsai, que es pot veure durant tot l'any, però es destaca durant els múltiples festivals asiàtics
Les característiques principals del jardí inclouen:

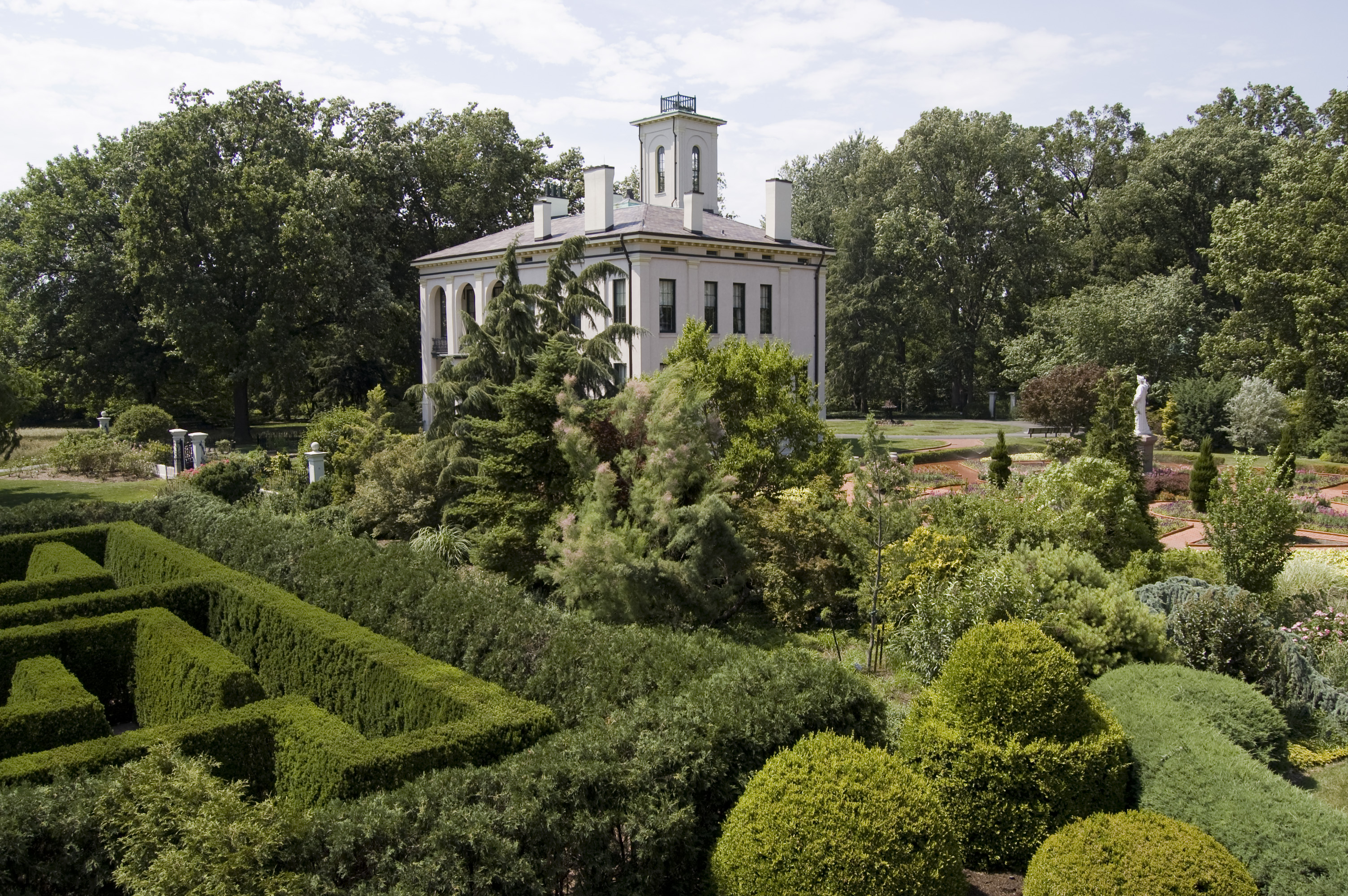
TTower Grove House vist aquí darrere d'un laberint de bardisses

## Els Jardins
- Tower Grove House (1849) i jardí d'herbes - casa de camp victoriana de Shaw dissenyada pel destacat arquitecte local George I. Barnett en l'estil italià.
- La victòria de la Ciència sobre la ignorància - Estàtua de marbre per Carlo Nicoli; una còpia de l'original (1859) de Vincenzo Consani al Palau Pitti de Florència.
- Linnean House (1882): considerat l'hivernacle més antic d'explotació contínua a l'oest del riu Mississipi. Originàriament, l'orangerie de Shaw, al final de la dècada de 1930 es va convertir per allotjar en la seva majoria camèlies.
- Jardí de roses Gladney (1915) - Jardí de roses circular amb pèrgoles.
- Climatron (1960) i Reflecting Pools - el primer hivernacle de cúpula geodèsica del món dissenyat per l'arquitecte i enginyer Thomas C. Howard de Synergetics, Inc; bosc plujós de terres baixes amb 1500 plantes aproximadament.
- Jardí del bosc anglès (1976) - acònits, azalees, jacints dels boscos, sanguinyols, hostes, trilliums, i altres sota del dosser arbori.
- El Jardí Japonès de Seiwa-en (1977) - és un chisen kaiyu-shiki (jardí de passeig humit) de 5,7 ha amb gespa i camí situat al voltant d'un llac central d'1,6 ha. Va ser dissenyat per Koichi Kawana i és el jardí japonès més gran d'Amèrica del Nord.
- Jardí xinès de l'amistat Grigg Nanjing (1995) - Dissenyat per l'arquitecte Yong Pan; les característiques principals van ser els regals de la ciutat germana de Nanjing i inclouen una porta de lluna, una porta de lotus, un pavelló i les roques esculturals xineses del llac Tai.
- Jardí de boix de Blanke (1996) - parterre emmurallat amb una col·lecció de boix fi.
- Jardí alemany de Strassenfest (2000) - flora nativa d'Alemanya i Europa central; bust de botànic i assessor científic de Henry Shaw, George Engelmann (esculpit per Paul Granlund)
- Jardí bíblic amb palmeres datileres, magraners, figueres i oliveres, tàperes, mentes, poncemers i altres plantes esmentades en la Bíblia.
- Jardí otomà amb jocs d'aigua i xerojardineria.

### Cultura popular
Douglas Trumbull, director de la pel·lícula clàssica de ciència-ficció Silent Running de 1972, va afirmar que les cúpules geodèsiques de la nau espacial Valley Forge es basaven en la cúpula Climatron del Missouri Botanical Garden.

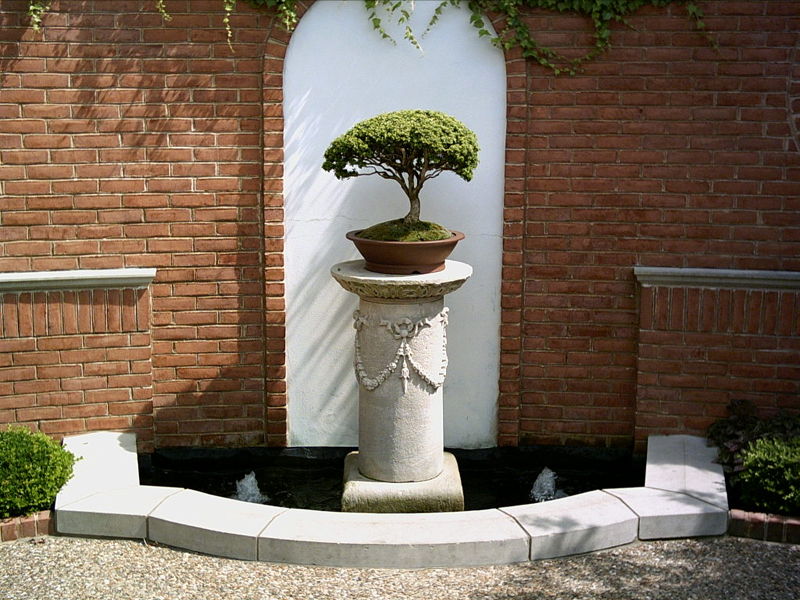
Bonsai showcased at Missouri Botanical Garden
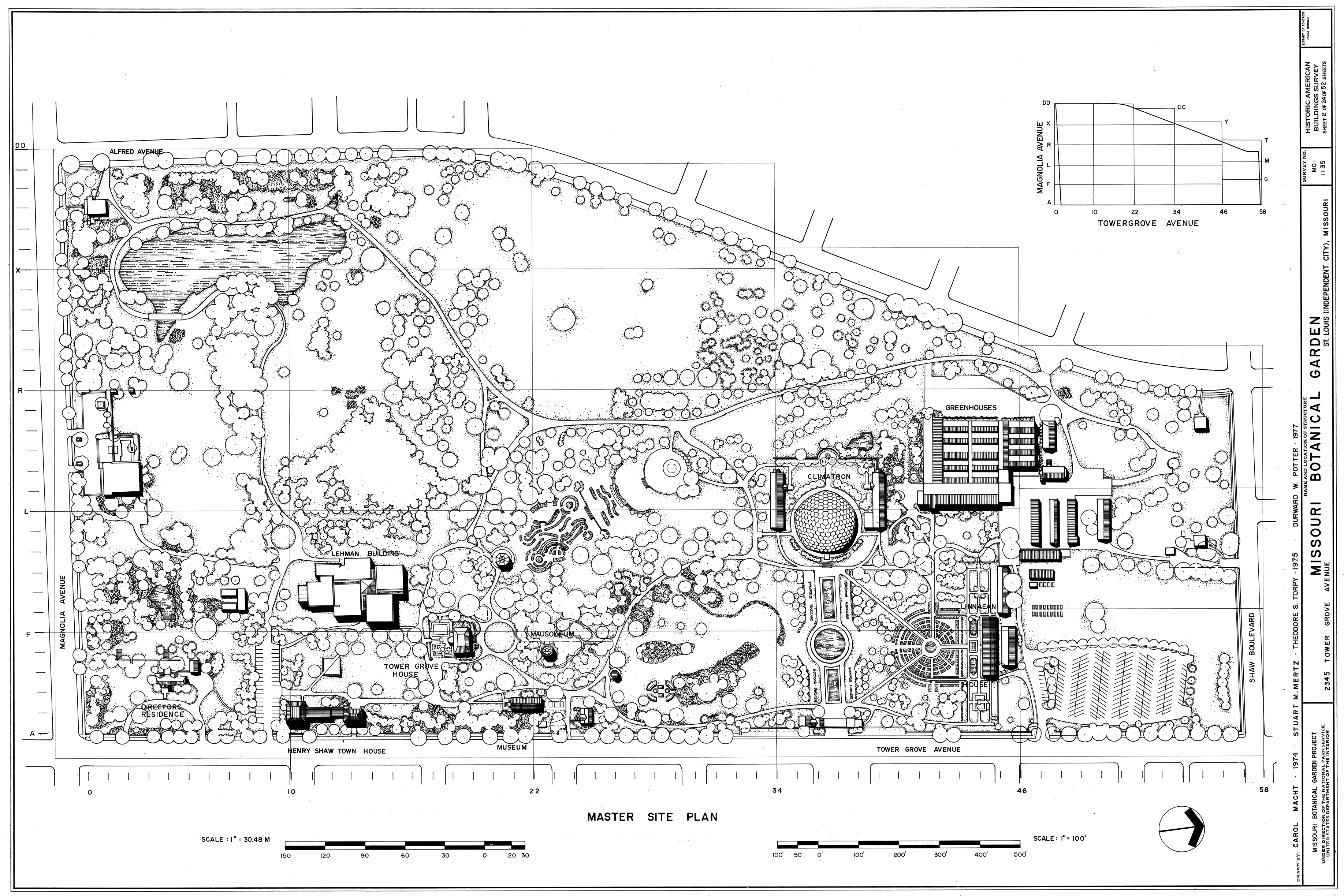
Site plan, as of 1974-1977
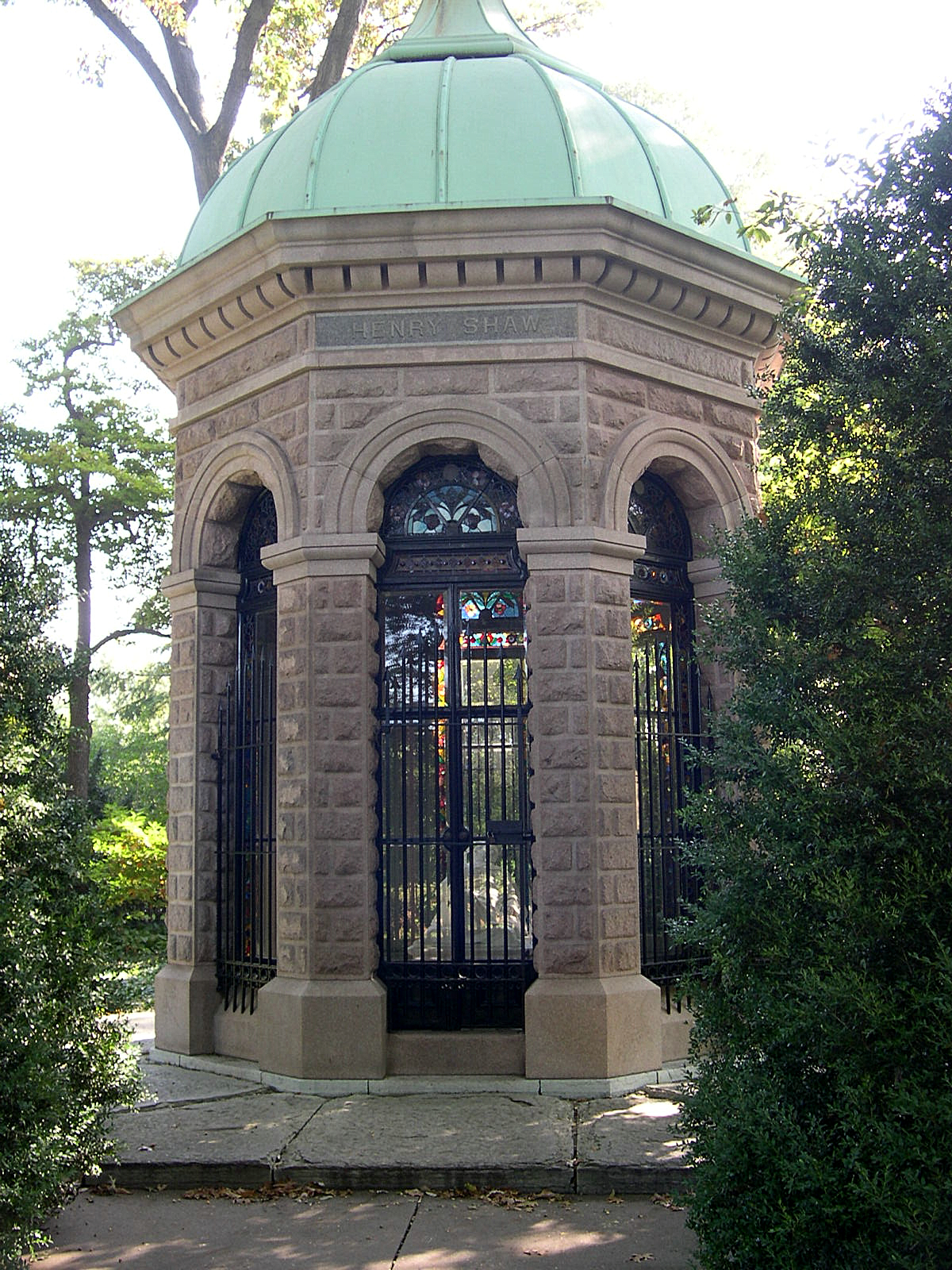
Henry Shaw's Mausoleum is located in the gardens
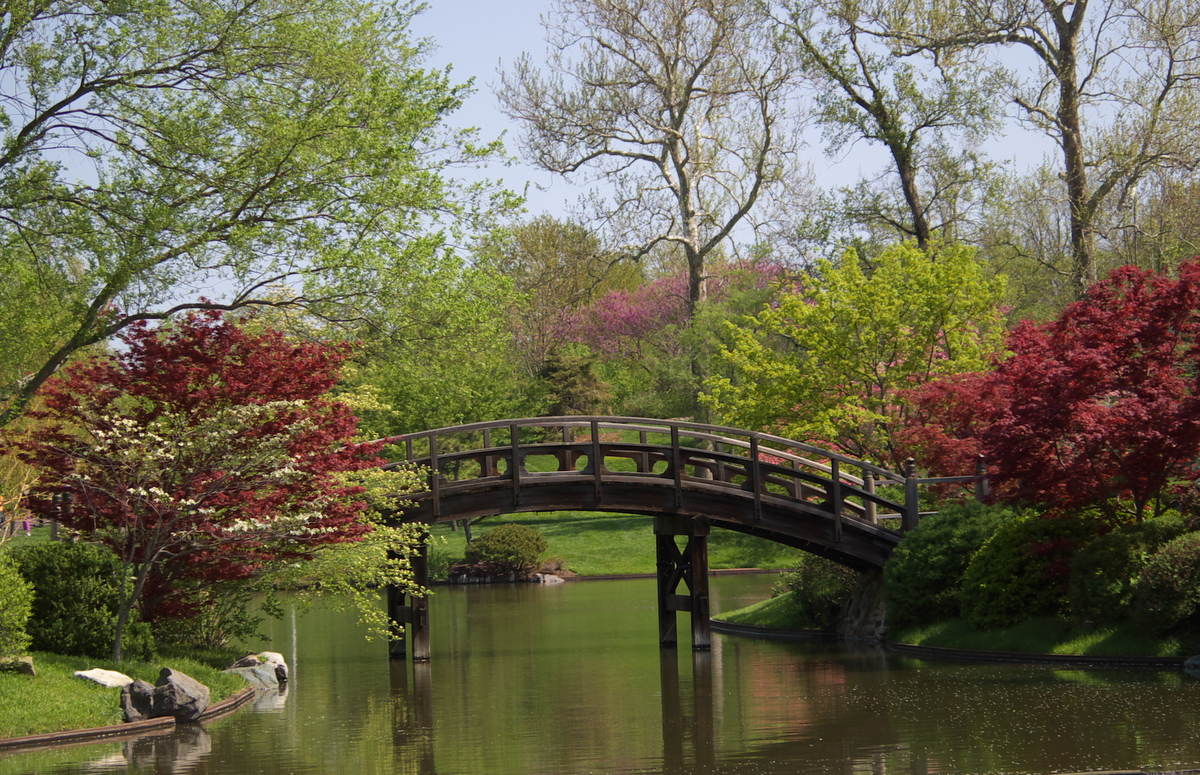
Seiwa-en

## Butterfly House
Missouri Botanical Garden també opera a la casa de papallones de Sophia M. Sachs a Chesterfield. The Butterfly House inclou un hivernacle de papallones d'interior de 740 m2, així com un jardí de papallones a l'aire lliure.

## Earthways Center
Earthways Center és un grup del Missouri Botanical Garden que proporciona recursos i educa al públic sobre pràctiques ecològiques, energies renovables, eficiència energètica i altres assumptes de sostenibilitat.

## Shaw Nature Reserve
Shaw Nature Reserve va ser iniciada pel jardí botànic de Missouri el 1925 com a lloc per emmagatzemar plantes lluny de la contaminació de la ciutat. L'aire a St. Louis més tard es va aclarir, i la reserva ha seguit estant obert al públic per al gaudi, la investigació i l'educació des de llavors. La reserva de 9,7 km² es troba a Gray Summit, Missouri, a 56 km de la ciutat.

## The Plant List
The Plant List és una enciclopèdia en línia per compilar una llista exhaustiva de la nomenclatura botànica, created by the Royal Botanic Gardens, Kew, and the Missouri Botanical Garden. The Plant List té 1.040.426 noms de plantes científiques de rang d'espècies, dels quals 298.900 són noms d'espècies acceptades. A més, la llista té 620 famílies vegetals i 16.167 gèneres vegetals.

## Patrocini
Monsanto Company ha donat 10 milions de dòlars per al Jardí Botànic de Missouri des de la dècada de 1970, que va nomenar la seva planta científica de plantes de 1998 Monsanto Center'.

## Galeria d'imatges

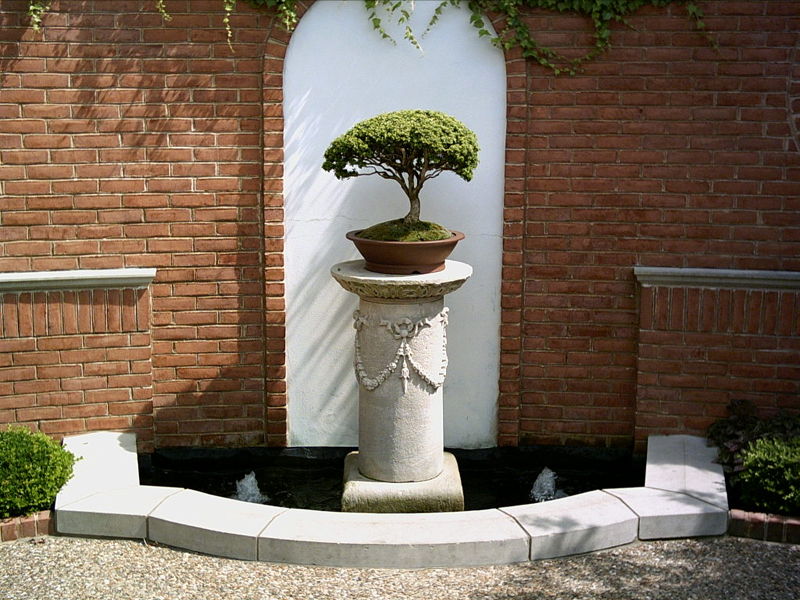
Bonsai al Missouri Botanical Garden
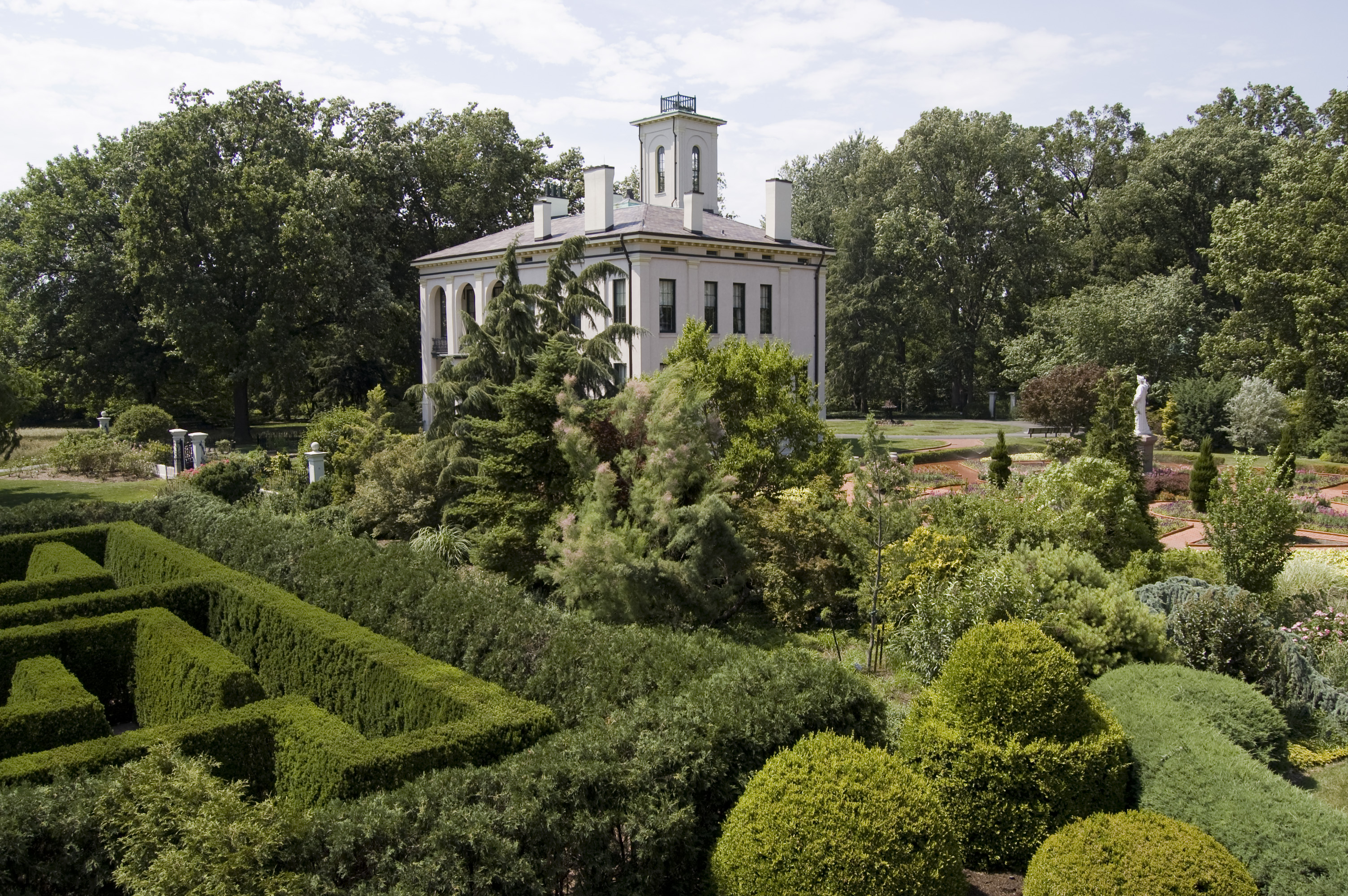
Tower Grove House
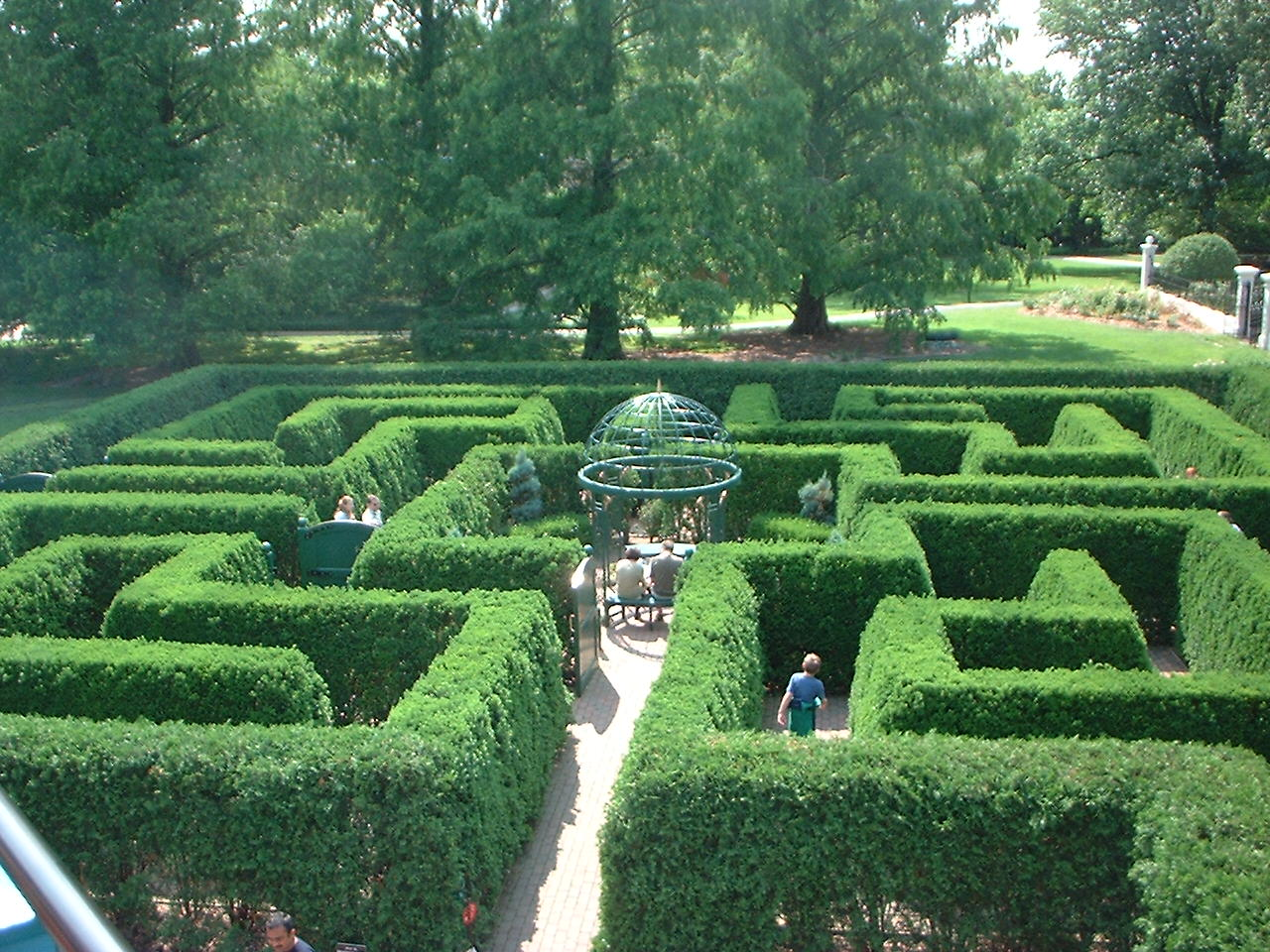
Un laberint
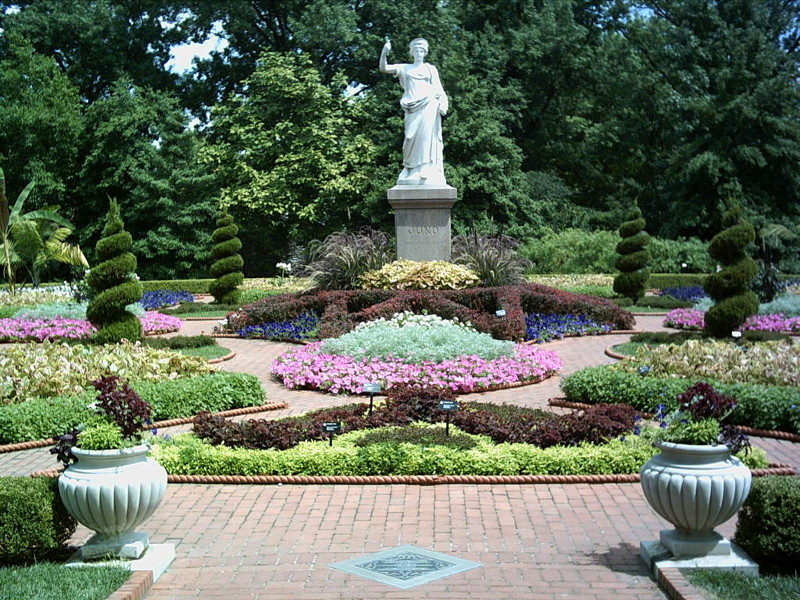
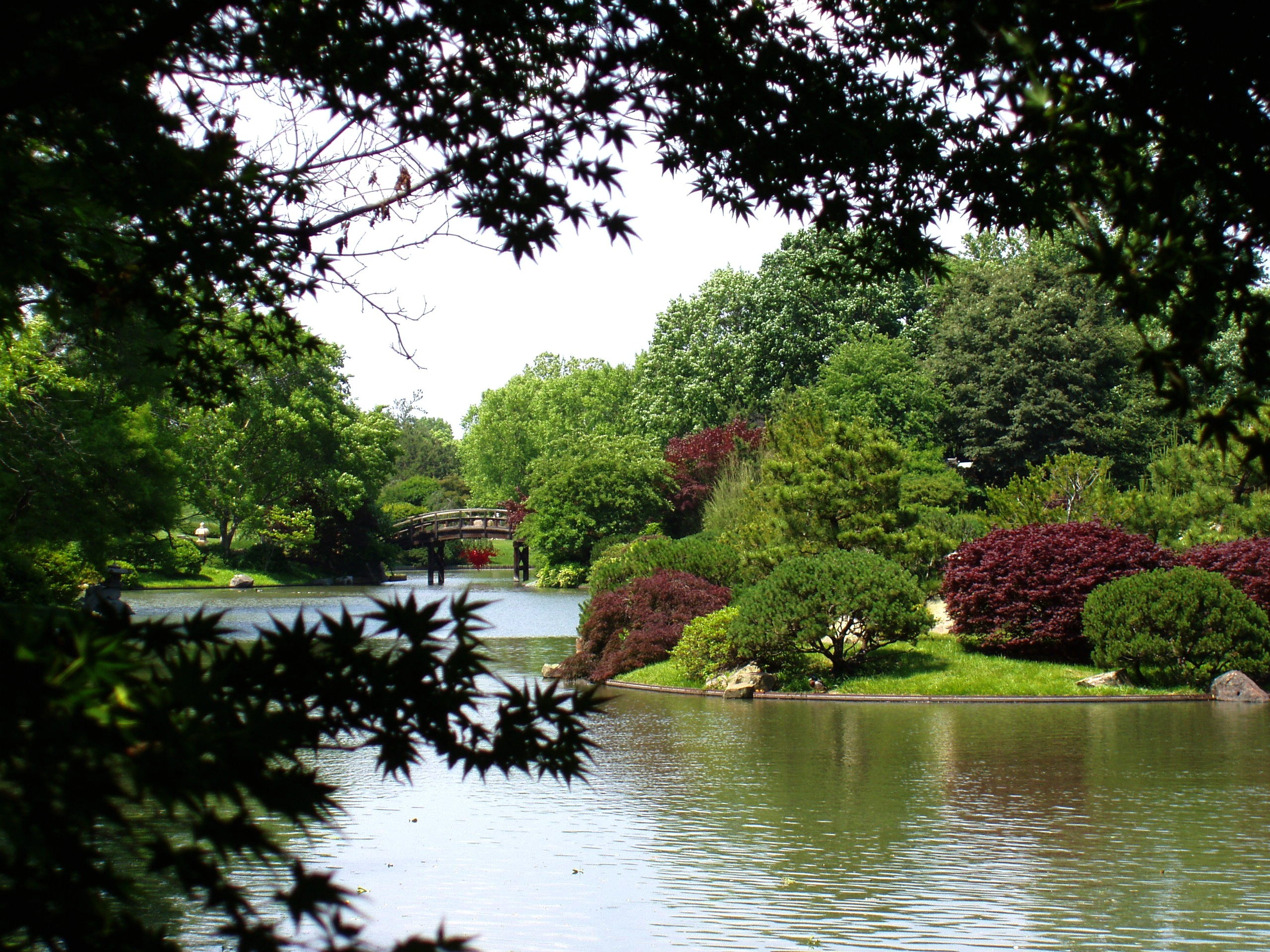
El jardí japonès
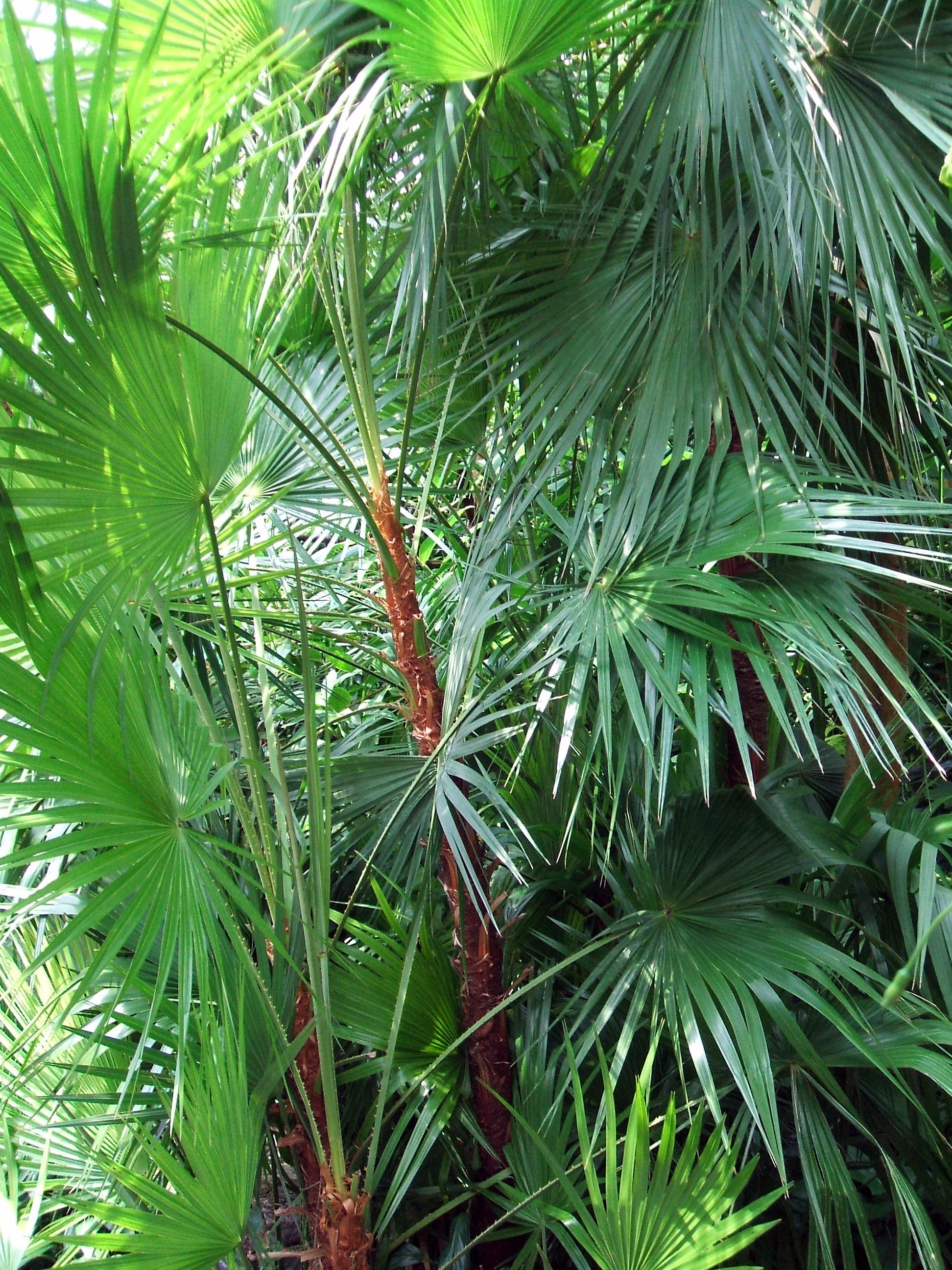
Aceolorraphe wrightii
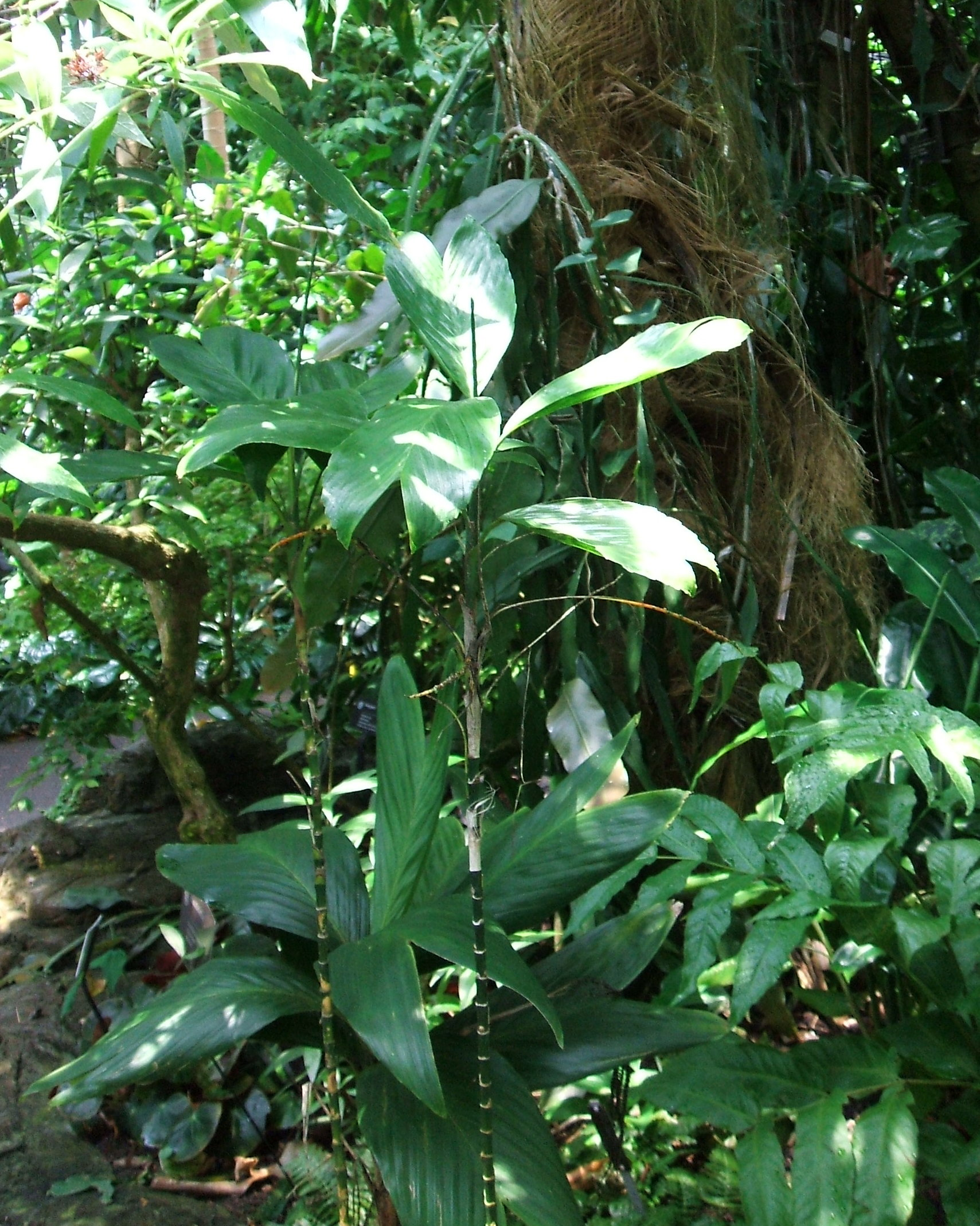
Chamaedorea geonomiformis